# Pakistanische Cricket-Nationalmannschaft in Australien in der Saison 1983/84
Die Tour der pakistanischen Cricket-Nationalmannschaft nach Australien in der Saison 1983/84 fand vom 11. November 1983 bis zum 6. Januar 1984 statt. Die internationale Cricket-Tour war Bestandteil der Internationalen Cricket-Saison 1983/84 und umfasste fünf Tests. Australien gewann die Serie 2–0.

## Vorgeschichte
Pakistan spielte zuvor eine Tour in Indien, für Australien war es die erste Tour der Saison.
Das letzte Aufeinandertreffen der beiden Mannschaften bei einer Tour fand in der Saison 1982/83 in Pakistan statt.

## Stadien
Die folgenden Stadien wurden für die Tour als Austragungsort vorgesehen.
| Stadion                  | Stadt     | Kapazität | Spiele  |
| ------------------------ | --------- | --------- | ------- |
| Adelaide Oval            | Adelaide  | 53.583    | 3. Test |
| The Gabba                | Brisbane  | 42.000    | 2. Test |
| Melbourne Cricket Ground | Melbourne | 100.024   | 4. Test |
| WACA Ground              | Perth     | 20.000    | 1. Test |
| Sydney Cricket Ground    | Sydney    | 48.000    | 5. Test |

## Kaderlisten
Die folgenden Kader wurden vor der Tour bekanntgegeben.
| Test | Test |
| Australien | Pakistan |
| --- | --- |
| - Allan Border - Greg Chappell - Tom Hogan - Rodney Hogg - Merv Hughes - Geoff Lawson - Dennis Lillee - John Maguire - Geoff Marsh - Greg Matthews - Wayne Phillips - Carl Rackemann - Kepler Wessels - Graham Yallop | - Abdul Razzaq - Azeem Hafeez - Imran Khan - Javed Miandad - Mohammad Nazir - Mohsin Kamal - Mudassar Nazar - Qasim Umar - Rashid Latif - Saleem Malik - Sarfraz Nawaz - Tahir Naqqash - Wasim Akram - Wasim Akram - Zaheer Abbas |

## Tests

### Erster Test in Perth
| 11. – 14. November Scorecard | Perth | Australien 436 (125.3)                          | – | Pakistan 129 (40.2) & 298 (98.1) (f/o) |
|                              |       | Australien gewinnt mit einem Innings und 9 Runs |   |                                        |

### Zweiter Test in Brisbane
| 25. – 29. November Scorecard | Brisbane | Pakistan 156 (50.1) & 82-3 (23) | – | Australien 509-7d (155) |
|                              |          | Remis                           |   |                         |

### Dritter Test in Adelaide
| 9. – 13. Dezember Scorecard | Adelaide | Australien 465 (122.2) & 310-7 (129) | – | Pakistan 624 (191.2) |
|                             |          | Remis                                |   |                      |

### Vierter Test in Melbourne
| 26. – 30. Dezember Scorecard | Melbourne | Pakistan 470 (140.4) & 238-7 (100) | – | Australien 555 (189.3) |
|                              |           | Remis                              |   |                        |

### Fünfter Test in Sydney
| 2. – 6. Januar Scorecard | Sydney | Pakistan 278 (100.2) & 210 (70.5) | – | Australien 454-6d (154) & 35-0 (5.4) |
|                          |        | Australien gewinnt mit 10 Wickets |   |                                      |